# Sauzet (Gard)
Sauzet, en idioma occitano Sauset, es una localidad y comuna francesa situada en el departamento de Gard en la región de Languedoc-Rosellón.

## Demografía
| 343 | 340 | 385 | 416 | 482 | 551 |
| Para los censos de 1962 a 1999 la población legal corresponde a la población sin duplicidades (Fuente: INSEE [Consultar]) |     |     |     |     |     |